# Андреєв Пилип Михайлович
Андре́єв Пили́п Миха́йлович (нар. 1913, Миколаїв — 26 березня 1944, Вознесенський район, Миколаївської області) — учасник Другої світової війни, командир роти автоматників 214-го гвардійського стрілецького полку 73-ї гвардійської стрілецької Сталінградської дивізії 57-ї армії 3-го Українського фронту, гвардії старший лейтенант. Герой Радянського Союзу (1944).

## Біографія
Пилип Михайлович Андреєв народився у 1913 році в Миколаєві. Росіянин. Член ВКП(б)/КПРС з 1939 року. Закінчив 8 класів, школу ФЗУ. Працював сверлувальником-клепачем на Чорноморському суднобудівному заводі.
До лав Червоної армії призваний Сталінським РВК міста Миколаєва у 1935 році. Учасник німецько-радянської війни з червня 1941 року. Брав участь в обороні Одеси і Севастополя. У 1942 році закінчив курси молодших лейтенантів. Командував взводом, кулеметною ротою навчального батальйону 38-ї стрілецької дивізії (з березня 1943 року — 73-тя гвардійська стрілецька дивізія). Воював на Сталінградському, Воронезькому і Степовому (з жовтня 1943 року — 2-й Український) фронтах. У складі 64-ї, 57-ї та 7-ї гвардійської армій брав участь у Сталінградській і Курській битвах, визволенні Лівобережної України, форсуванні Дніпра. Був поранений 8 разів, з них 4 — важко.
25 вересня 1943 року гвардії лейтенант П. М. Андреєв в районі села Бородаївка (Верхньодніпровський район Дніпропетровської області) організував форсування річки своєю ротою. Вступивши в бій, рота знищила 30 ворожих солдатів і офіцерів, тим самим сприявши переправі основних сил батальйону. За героїзм при форсуванні Дніпра і боях на плацдармі був нагороджений орденом Червоного Прапора.
Після боїв на Дніпрі гвардії старший лейтенант П. М. Андрєєв був призначений командиром роти автоматників 214-го гвардійського стрілецького полку. У лютому 1944 року 57-ма армія, у складі якої на той час була 73-тя гвардійська стрілецька дивізія, увійшла до складу 3-го Українського фронту.
Надалі 73-тя гвардійська стрілецька дивізія брала участь у Березнегувато-Снігурівській операції. 26 березня 1944 року підрозділи 214-го гвардійського стрілецького полку захопили хутір Кременчук (Вознесенський район Миколаївської області) і вийшли до річки Південний Буг. Надалі було потрібно перекинути трос на інший берег, на це завдання зголосився Андреєв. Під час переправи його, споруджений з підручних матеріалів, човен отримав пробоїни від куль ворога, а він сам був важко поранений і потонув.

Обеліск на подвір'ї школи у смт Олександрівка Вознесенського району.

Числиться похованим у братській могилі в центрі селища міського типу Олександрівка (Вознесенський район Миколаївської області).

## Нагороди
Указом Президії Верховної Ради СРСР від 3 червня 1944 року за мужність, відвагу і героїзм, виявлені в боротьбі з німецькими загарбниками, гвардії старшому лейтенантові Андреєву Пилипу Михайловичу присвоєне звання Героя Радянського Союзу (посмертно).
Нагороджений орденами Леніна (03.06.1944), Червоного Прапора (22.11.1943), Вітчизняної війни 1-го ступеня (26.04.1944), медаллю «За відвагу» (04.11.1943).

## Пам'ять
У Миколаєві ім'я Героя носила школа № 38, на будівлі цеху суднобудівного заводу встановлена меморіальна дошка. Перед школою в селищі міського типу Олександрівка встановлено обеліск.